# Wojciech Blajer
Wojciech Blajer (ur. 1954) – polski archeolog.

## Życiorys
W 1978 r. ukończył studia archeologiczne. Od 1980 pracuje w Instytucie Archeologii UJ. W 1988 r. uzyskał doktorat, zaś w 2001 r. habilitował się. Autor ponad 100 publikacji - w pracy badawczej zajmuje się m.in. epoką brązu i wczesną epoką żelaza w Europie Środkowej, chronologią i interpretacją skarbów wyrobów metalowych z owych epok.

## Wybrane publikacje
- Skarby z wczesnej epoki brązu na ziemiach polskich, Wrocław 1990
- Skarby przedmiotów metalowych z epoki brązu i wczesnej epoki żelaza na ziemiach polskich, Kraków 2001
- Młodsza epoka brązu na ziemiach polskich w świetle badań nad skarbami, Kraków 2013
- Bemerkungen zum Stand der Forschungen uber die Enklawen der mittelalterlichen deutschen Besiedlung zwischen Wisłoka und San. w: Późne średniowiecze w Karpatach polskich. redakcja. prof. Jan Gancarski. Krosno. 2007. ISBN 978-83-60545-57-7